# В чёрных песках (фильм)
«В чёрных песках» — советский художественный  фильм в жанре истерн, снятый в 1972 году на киностудии «Ленфильм» режиссёром Искандером Хамраевым.
Экранизация одноименной повести казахстанского писателя Мориса Симашко.
Премьера фильма состоялась 6 августа 1973 года.

## Сюжет
В Средней Азии идёт Гражданская война. Бай-насильник убивает всю семью туркменского юноши пастуха Чары Эсенова. Оставшийся в живых Чары, мстя за поруганную честь малолетней сестры, в одиночку преследует Шамурад-хана, главу местной банды басмачей. Знакомство с красноармейцем проясняет герою фильма смысл происходящей борьбы, он примыкает к красногвардейцам, противостоящим басмачам, и, отказавшись от личной мести, однажды приводит Шамурада в отряд для законного суда.
В фильме изображена трансформация человека «для себя» в человека «для людей», переход от родового строя души к новому социалистическому сознанию.

## В ролях
- Дагун Омаев — Чары Эсенов
- Бимболат Ватаев — Шамурад-хан, басмач (озвучивал Ефим Копелян)
- Геннадий Нилов — комиссар (озвучивал Иван Краско)
- Леонхард Мерзин — Пельтинь, командир

## Съёмочная группа
- Режиссёр: Искандер Хамраев
- Сценарий: Сергей Потепалов
- Оператор: Александр Чечулин
- Композитор: Марат Камилов